# Fallingwater
Fallingwater nebo Edgar J. Kaufmann Senior Residence je dům navržený americkým architektem Frankem Lloydem Wrightem v roce 1935 v jihozápadní Pensylvánii, 43 mil (69 km) jihovýchodně od Pittsburghu. Část domu je postavena nad řekou Bear Run.
Stavbu krátce po dokončení označil magazín Time jako Wrightovo „nejkrásnější dílo“.
Vila je zapsána v katalogu moderní architektury mezinárodní organizace Iconic Houses, která sdružuje mimořádná díla světových architektů, architektonicky významné domy, domy umělců a ateliéry z 20. století přístupné veřejnosti jako domovní muzea.

## Dějiny
Edgar Kaufmann senior byl úspěšným byznysmenem. Jeho syn, Edgar Kaufmann junior krátce studoval architekturu pod vedením Wrighta.
Edgar senior se nechal svým synem a Wrightem přemluvit, aby analyzoval a detailně sepsal náklady pro výstavbu architektova utopického města. Když byl model města hotový, vystavili ho v Kaufmannově společnosti a Wright se stal hostem v byznysmenově domě, „La Tourelle“, který byl mistrovským dílem oslavovaného pittsburského architekta Benna Jannsena. Kauffmanovi a Wright právě vychutnávali nabízené občerstvení, když Wright, který se nikdy nenechal připravit o možnost zapůsobit na klienta, řekl Edgarovi juniorovi tónem, který nemohli starší Kaufmannovi přeslechnout: „Edgare, toto není dům, který by byl hoden tvých rodičů ...“. Tato poznámka vzbudila v Kauffmanovi starším zájem o postavení vhodnějšího domova. Tak začala cesta, která vyústila do stavby domu Fallingwater.
Kauffmanovi vlastnili pozemky nedaleko od Pittsburghu, s krásným vodopádem a několika chatkami. Když chatky na jejich pozemku zchátraly do té míry, že bylo nutné pozemek přebudovat, Kaufmann se rozhodl kontaktovat Wrighta.
Wright navštívil Bear Run (jméno říčky jakož i lokality, kterou protéká) v listopadu 1934. Požádal o důkladný průzkum oblasti kolem vodopádu, který byl dokončen v březnu 1935. Průzkum byl realizován společností Fayette Engineering Company a zahrnoval všechny balvany, stromy a celou topografii lokality. Dalších devět měsíců potřeboval Wright na to, aby si design domu dokonale promyslel a nakonec narychlo nastínil Kauffman při návštěvě jeho domu Taliesin v září 1935. Právě tehdy si Kaufmann poprvé uvědomil, že Wrighta návrh počítá s umístěním domu přes vodopád, místo polohy pod vodopádem, kterou Kaufmann očekával.

### Návrh a konstrukce
Strukturální návrh pro Fallingwater vznikal pod vedením Wrighta spolu se společností Mendel Glickman and William Wesley Peters, která byla zodpovědná za návrh revolučních sloupů, které byly významným prvkem Wrightova návrhu pro Johnson Wax Headquarters.
Předběžné plány byly doručeny Kaufmannovi 15. října 1935. Wright později znovu navštívil místo stavby a poskytl klientovi cenovou kalkulaci. V prosinci 1935 byl znovuotevřen starý kamenolom, z něhož se později získaly kameny potřebné na stavbu stěn domu. Wright navštěvoval stavbu pouze sporadicky; jako svého stálého zástupce na stavbě určil Boba Moshera, který byl jedním z jeho žáků. Poslední pracovní nákres od Wrighta vznikl v březnu 1936, když začínaly práce na mostě. Práce na hlavní budově začaly v dubnu 1936. Výstavba byla poznamenána častými konflikty mezi Wrightem, Kaufmannem a dodavatelem stavby.
Kaufmann poslal Wrightovy návrhy skupině stavebních konzultantů, protože pochyboval o Wrightové zkušenosti se zpevněným betonem. Jakmile se o tom Wright dozvěděl, urazil se a okamžitě žádal Kaufmanna o vrácení svých nákresů a naznačil, že ustupuje od celého projektu. Kaufmann se omluvil a zpráva konzultantů byla později zazděna do kamenné zdi domu.. Po návštěvě stavby v červnu 1936 Wright zamítl betonovou úpravu mostu, a ten musel být znovu přebudován. Dům byl po mnoha problémech dokončen v říjnu 1937.

### Náklady
Výstavba domu stála 155 000 dolarů. Jednotlivé náklady vypadaly takto: dům 75 000 dolarů, dokončovací práce a zařízení 22 000 dolarů, dům pro hosty, garáž a pokoje pro služebnictvo 50 000 dolarů, odměna architekta 8 000 dolarů. Pokud započítáme inflaci, stavba domu by v roce 2007 stála asi 2,3 milionu dolarů.

### Používání domu
Fallingwater bylo víkendové sídlo Kauffmanových od roku 1937 do roku 1963. V roce 1963 věnoval Kaufmann junior celou nemovitost organizaci Western Pennsylvania Conservancy. V roce 1964 byl Fallingwater otevřen pro veřejnost jako muzeum a od těch dob ho navštívilo již téměř 5 milionů lidí (do ledna 2008). Každoročně do domu zavítá 120 000 návštěvníků.

## Styl
Fallingwater je jedno z Wrightových mistrovských děl, nejen pro jeho dynamiku, ale především pro jeho začlenění do přirozeného okolí. Tato organicky navržená soukromá rezidence měla být jakýmsi přírodním útočištěm pro své obyvatele. Dům je dobře známý pro své propojení s lokalitou: je postaven nad vodopádem, který protéká pod domem. Krb v obývací místnosti je složen z balvanů, které se nacházely přesně na stejném místě předtím, než byla realizována stavba domu. Jeden z originálních balvanů byl dokonce ponechán na svém místě a jemně vystupuje nad rovinu podlahy místnosti. Wright původně zamýšlel srovnat tyto balvany s podlahou, ale jelikož byly oblíbeným piknikovým místem Kaufmannových, pan Kaufmann trval na tom, aby byly ponechány tak, jak jsou. Kamenná dlažba podlahy je voskovaná, vyčnívající balvany jsou ponechány bez povrchové úpravy.
Spojení budovy s okolím bylo dotažené do nejmenších detailů. Všude tam, kde se sklo setkává s kamennými stěnami není použit žádný kovový rám; sklo je vsazeno přímo do kamene. Dům má schodiště vedoucí přímo dolů, k vodopádu. Ložnice jsou malé, některé mají dokonce velmi nízký strop, pravděpodobně proto, aby podněcovaly lidi k vycházení na terasy, do exteriéru nebo obývacího pokoje.
Proud vody (který je slyšet z každého místa celého domu), bezprostřední okolí stavby, kámen dolovaný ve stejné lokalitě a velké, do prostoru vysunuté terasy (připomínající nedaleké kamenné tvary), to jsou všechno harmonické prvky, které jsou v souladu s Wrightovým zájmem vytvářet budovy, které dokonale zapadnou do svého okolí. Přestože vodopád je slyšet ze všech částí budovy, nedá se vidět z interiéru.
Wrightův názor na to, které dveře jsou hlavním vchodem do budovy byl podnětem pro řadu polemik. Dveře, které Wright považoval za hlavní, jsou umístěny v rohu a jsou poměrně malé a nevýrazné. Wright se při návrhu soustředil zejména na velkolepou fasádu domu z perspektivy většiny známých fotografií stavby, při které se fotograf dívá na budovu zespodu, po proudu řeky, přesně na opačnou stranu budovy jako je ta, kde je umístěn hlavní vchod.
Na kopci nad hlavním domem je místo pro čtyři automobily (ačkoli Kaufmannovi původně požadovali garáž), místnosti pro služebnictvo a ložnice pro hosty. Tato přilehlá budova byla postavena rok po hlavní části Fallingwater, s použitím stejných materiálů a stejného smyslu pro detail. Při této budově je i malý bazén, neustále naplňován přírodní vodou, která protéká přes okraj bazénu do řeky pod vrškem.

### Exteriér

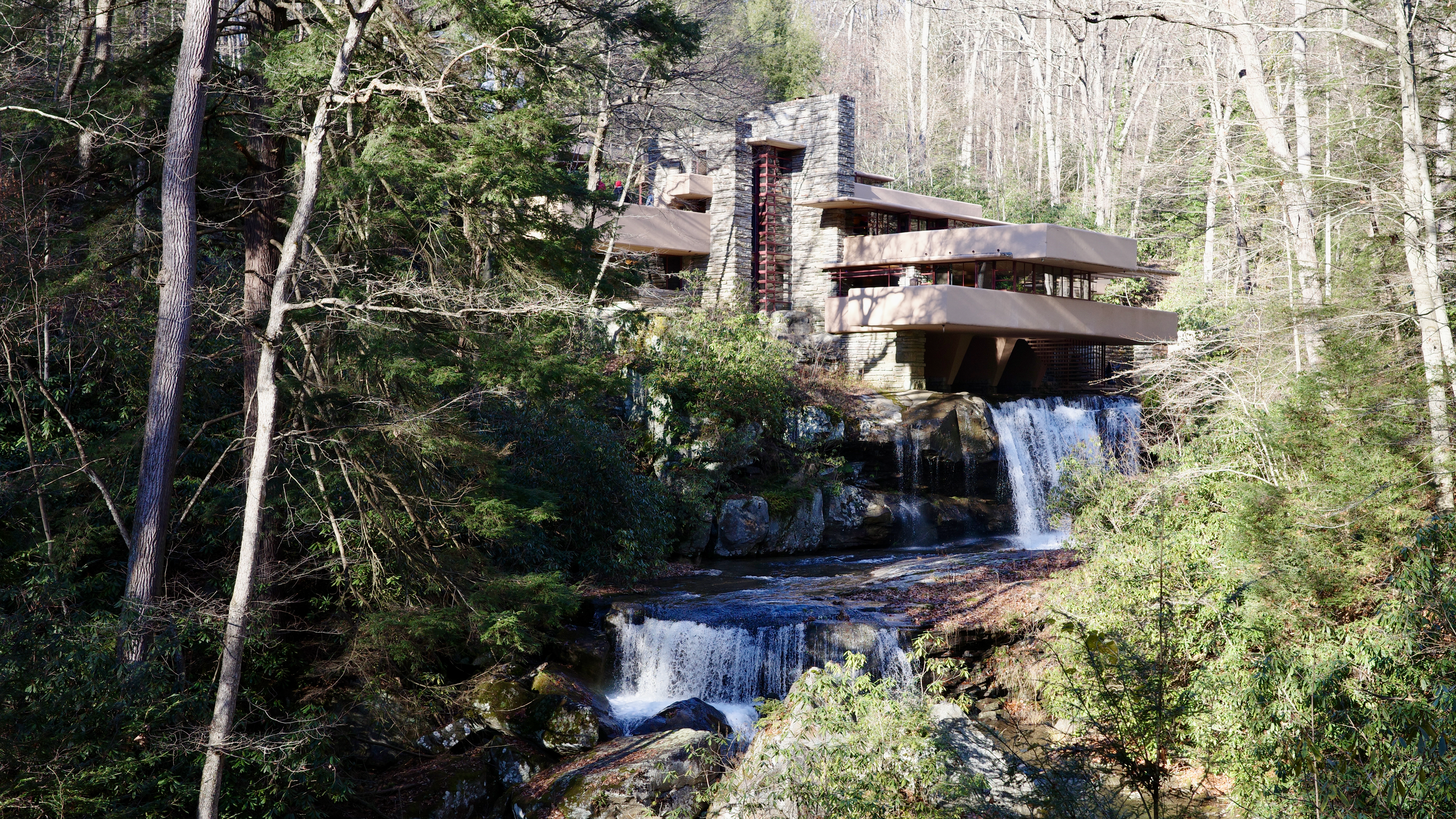
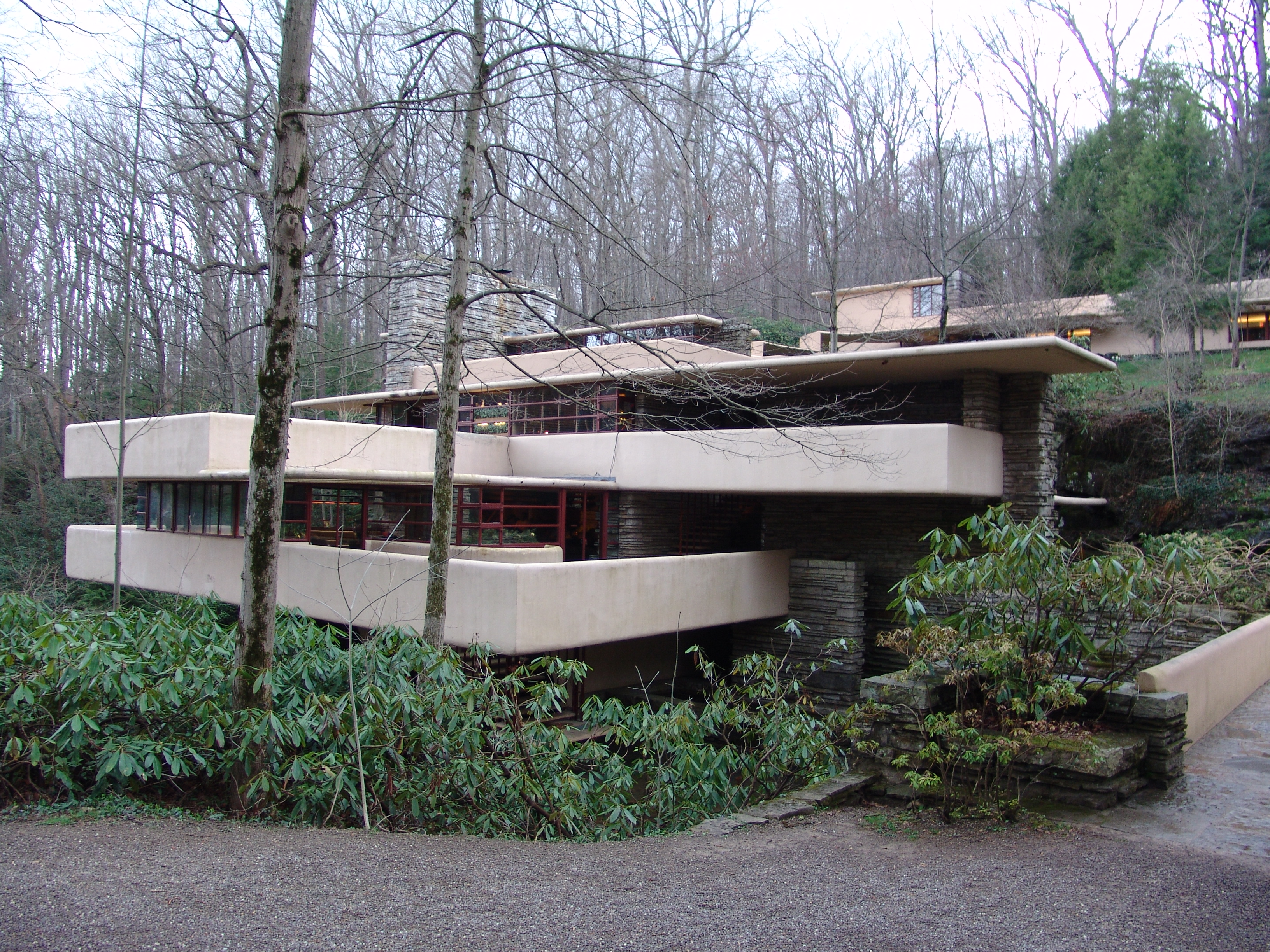
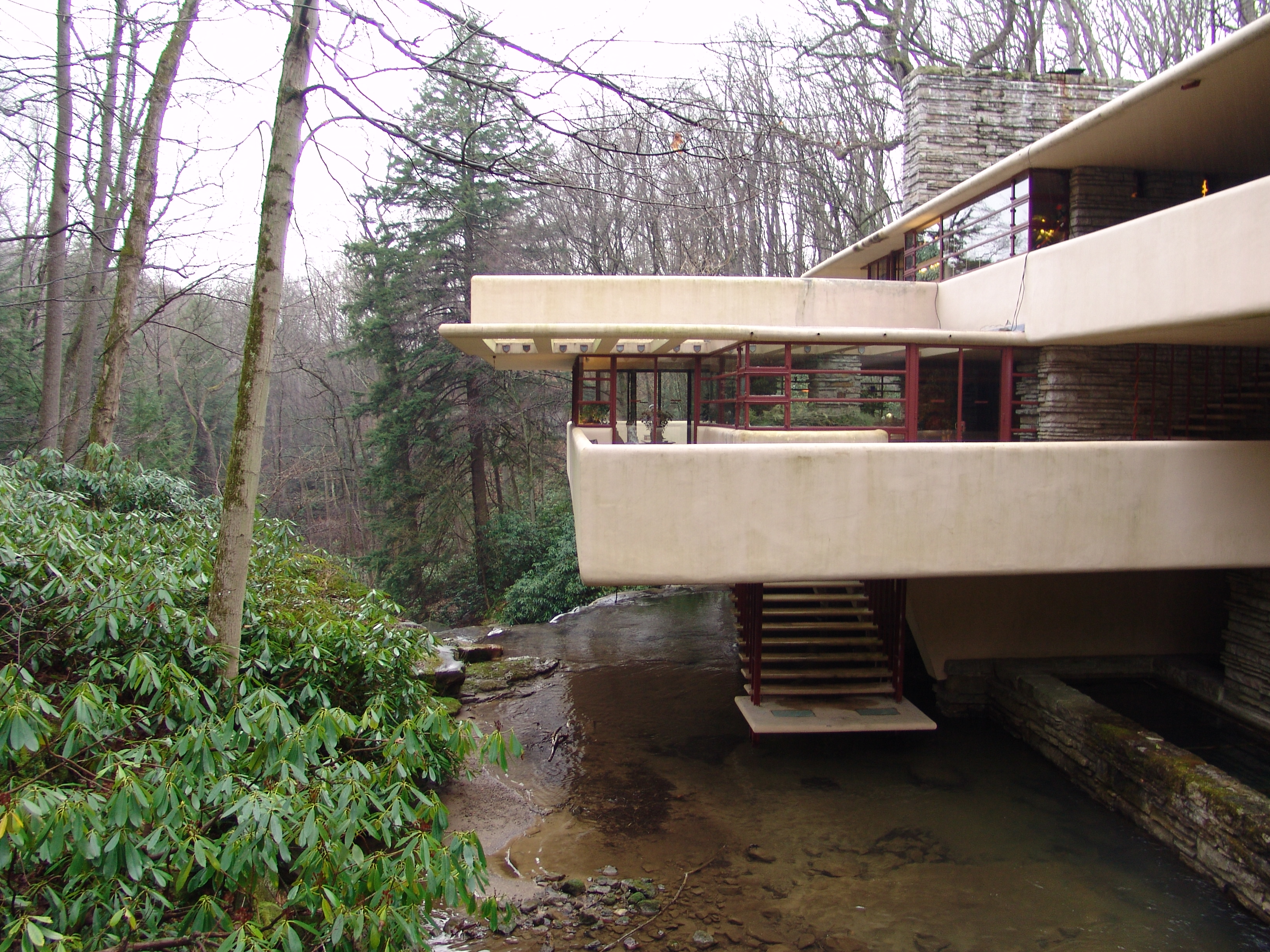
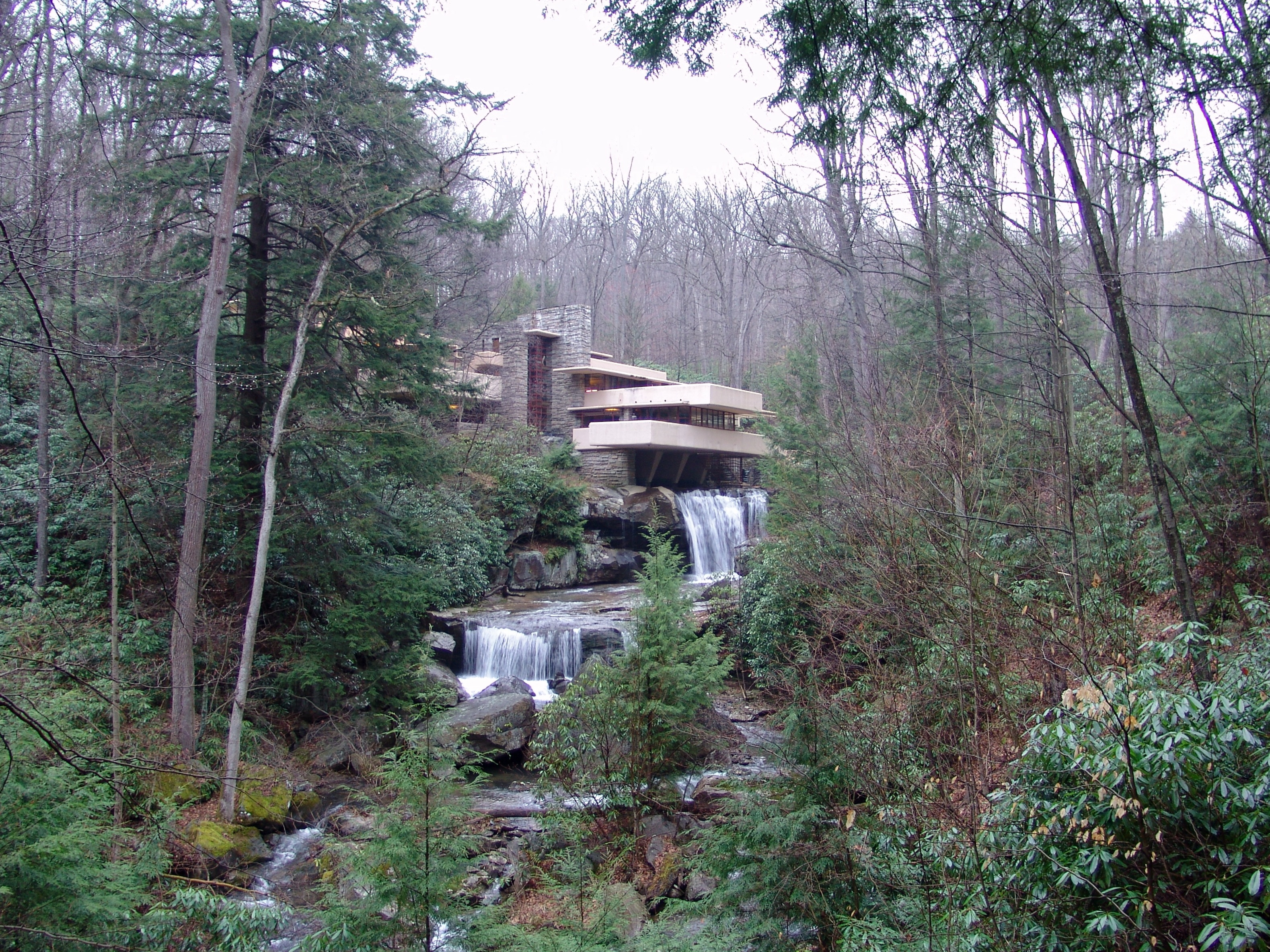

### Interiér

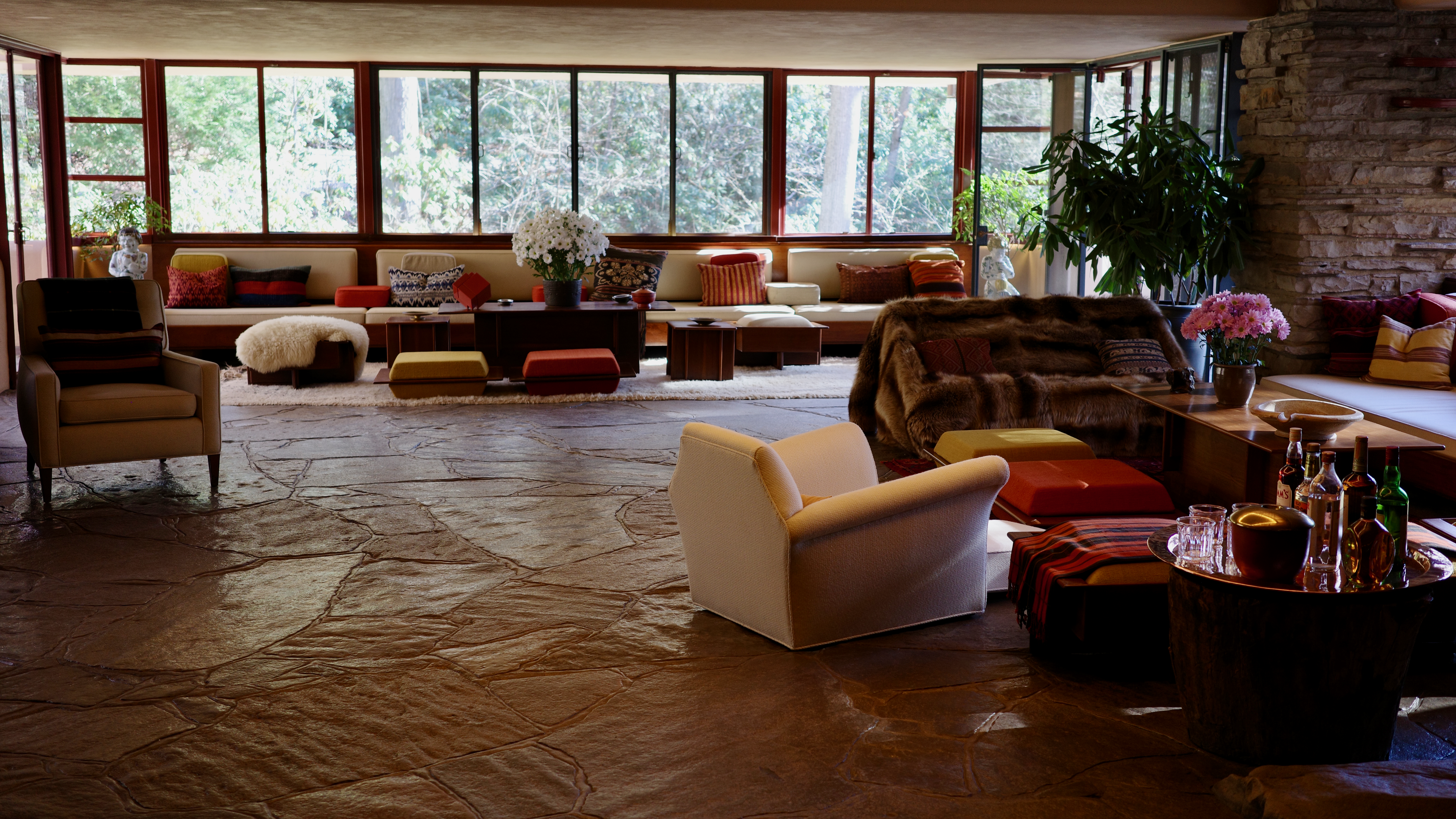
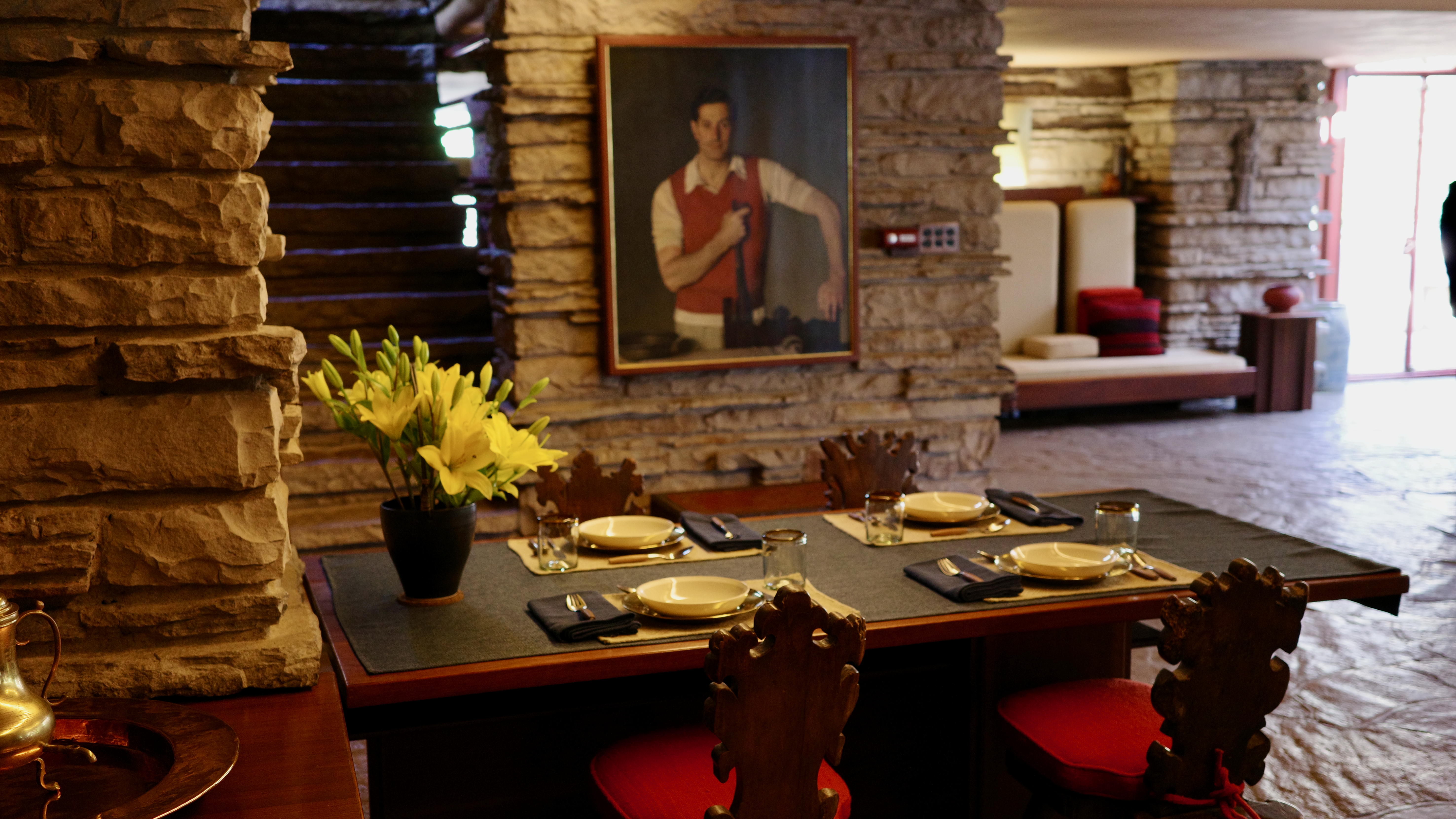
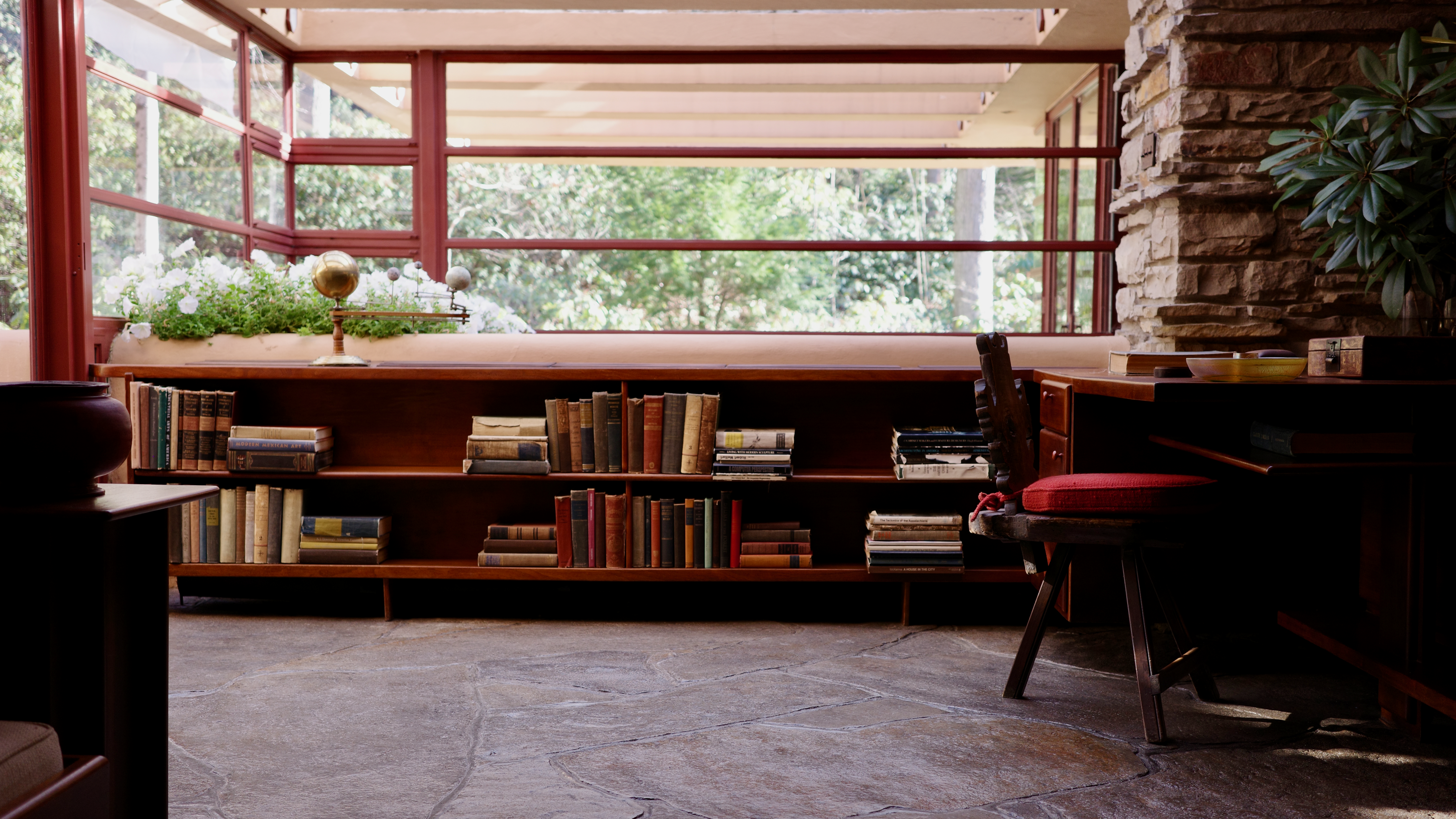
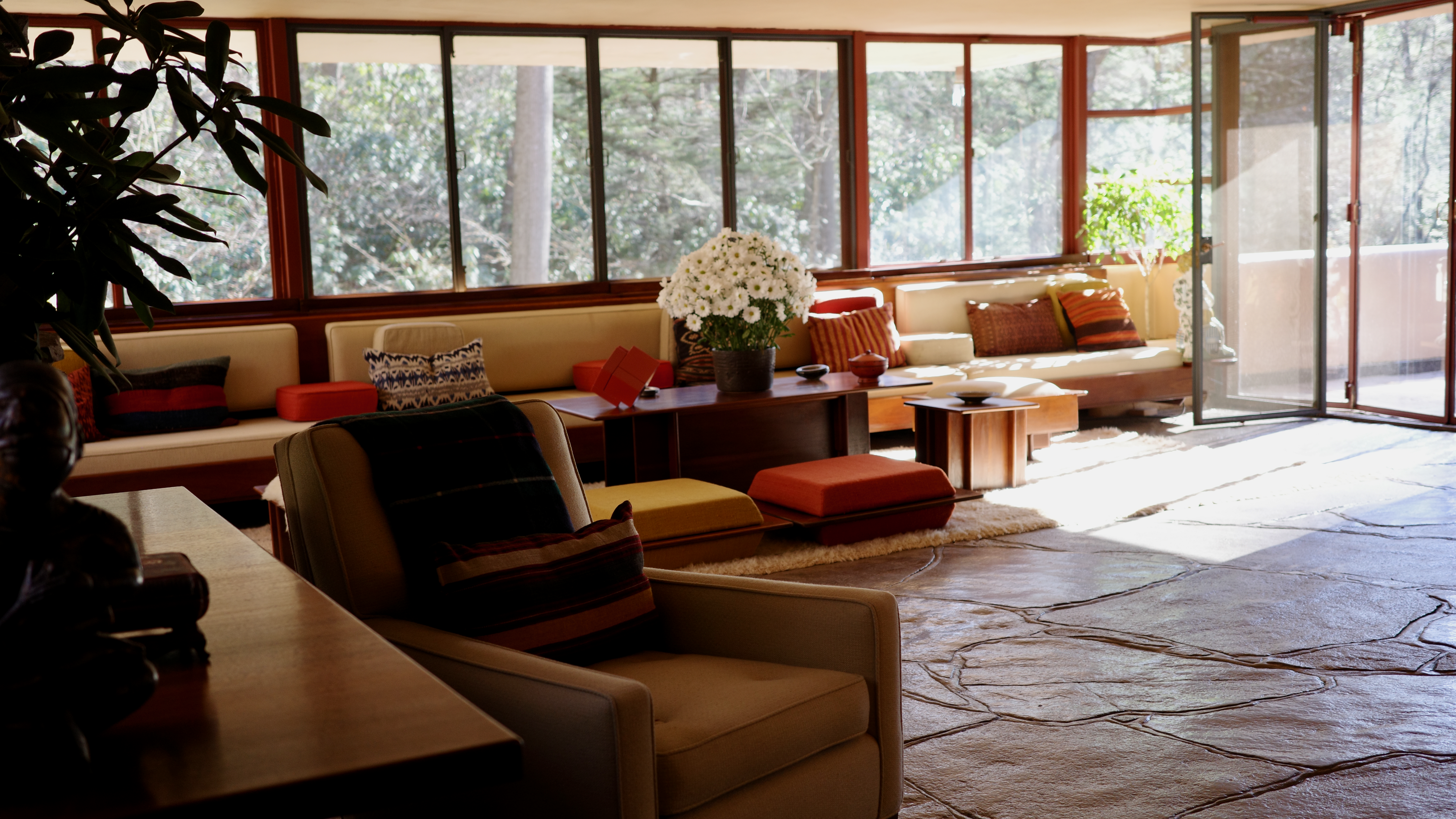
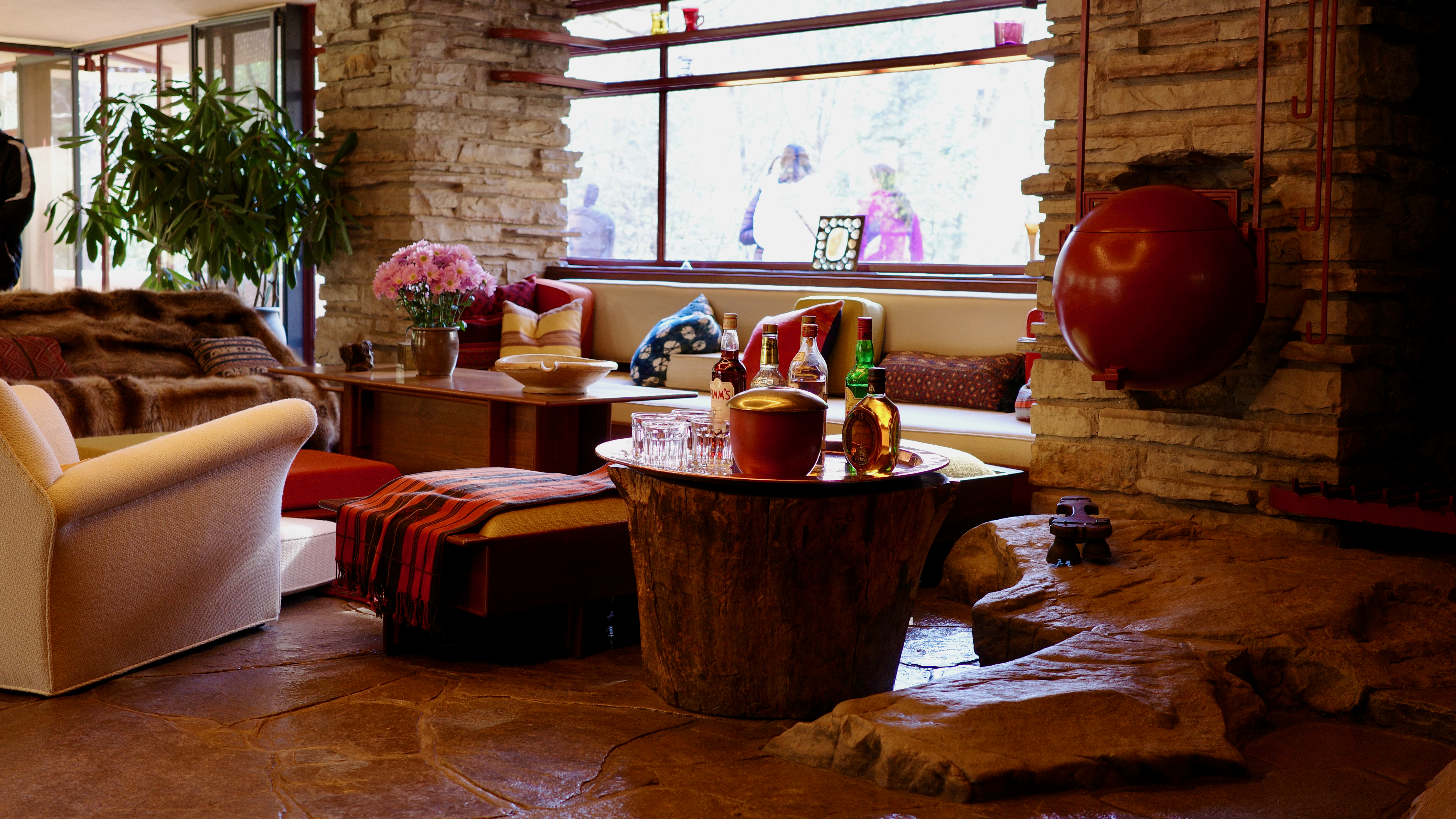
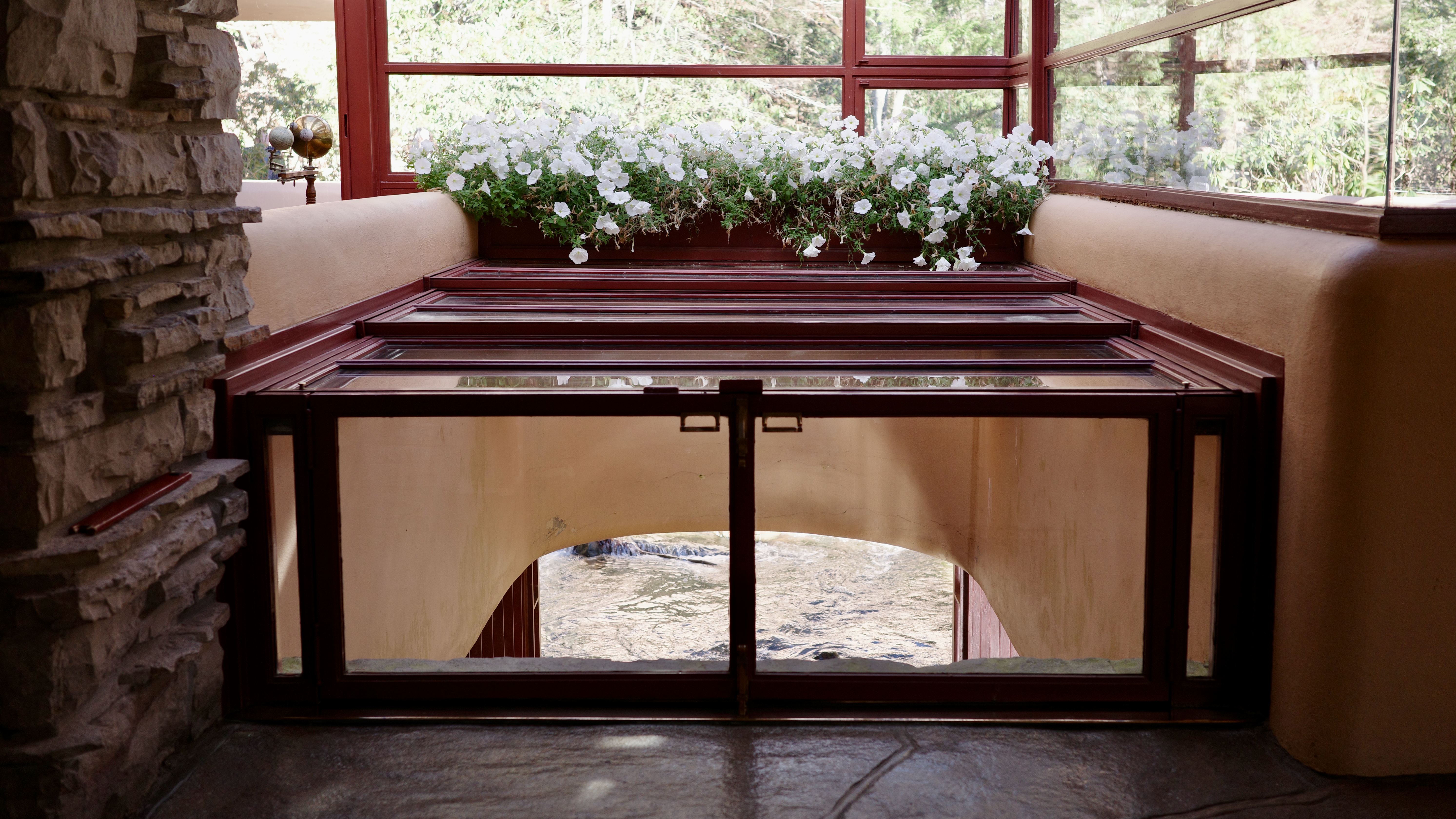
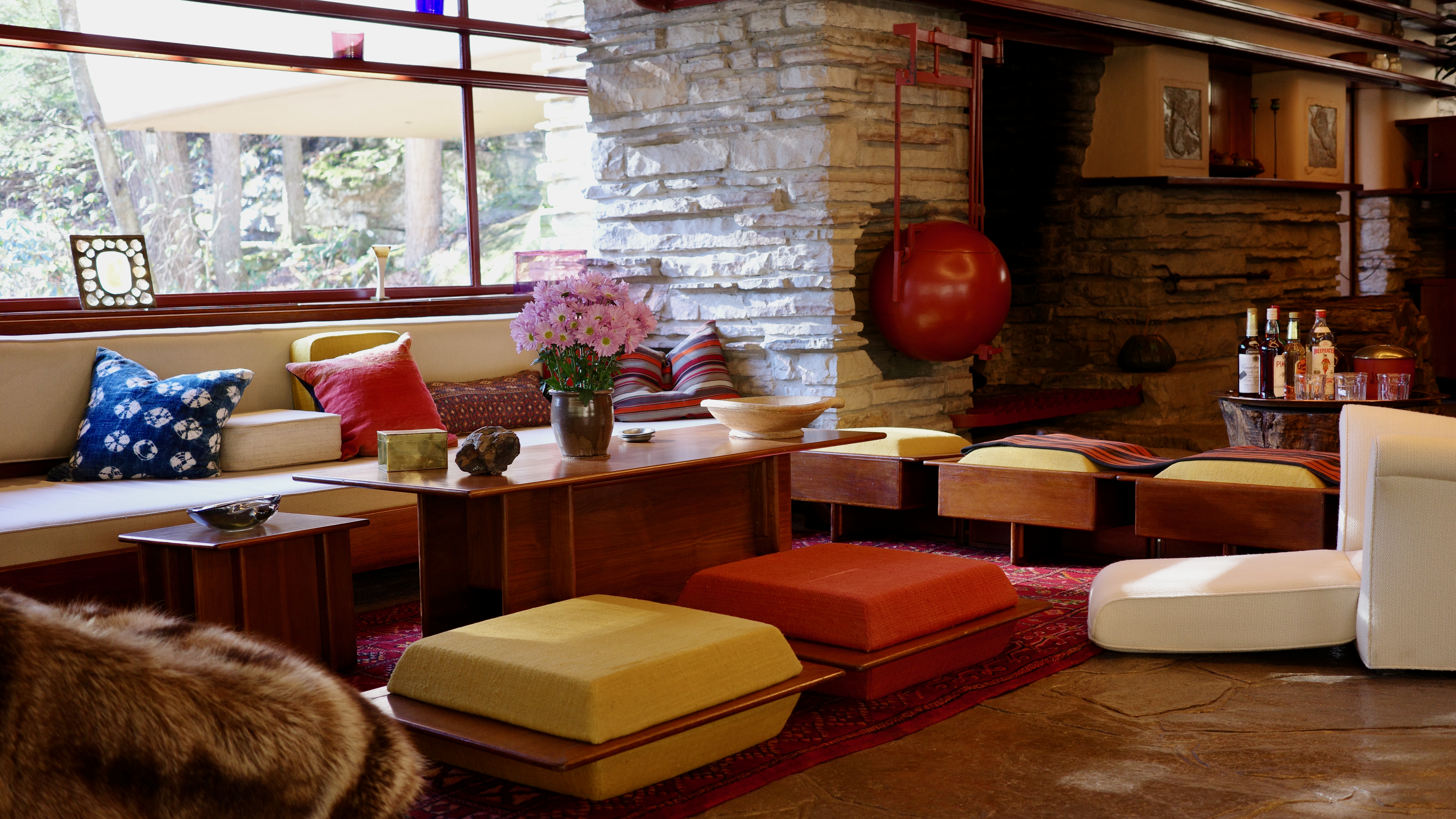
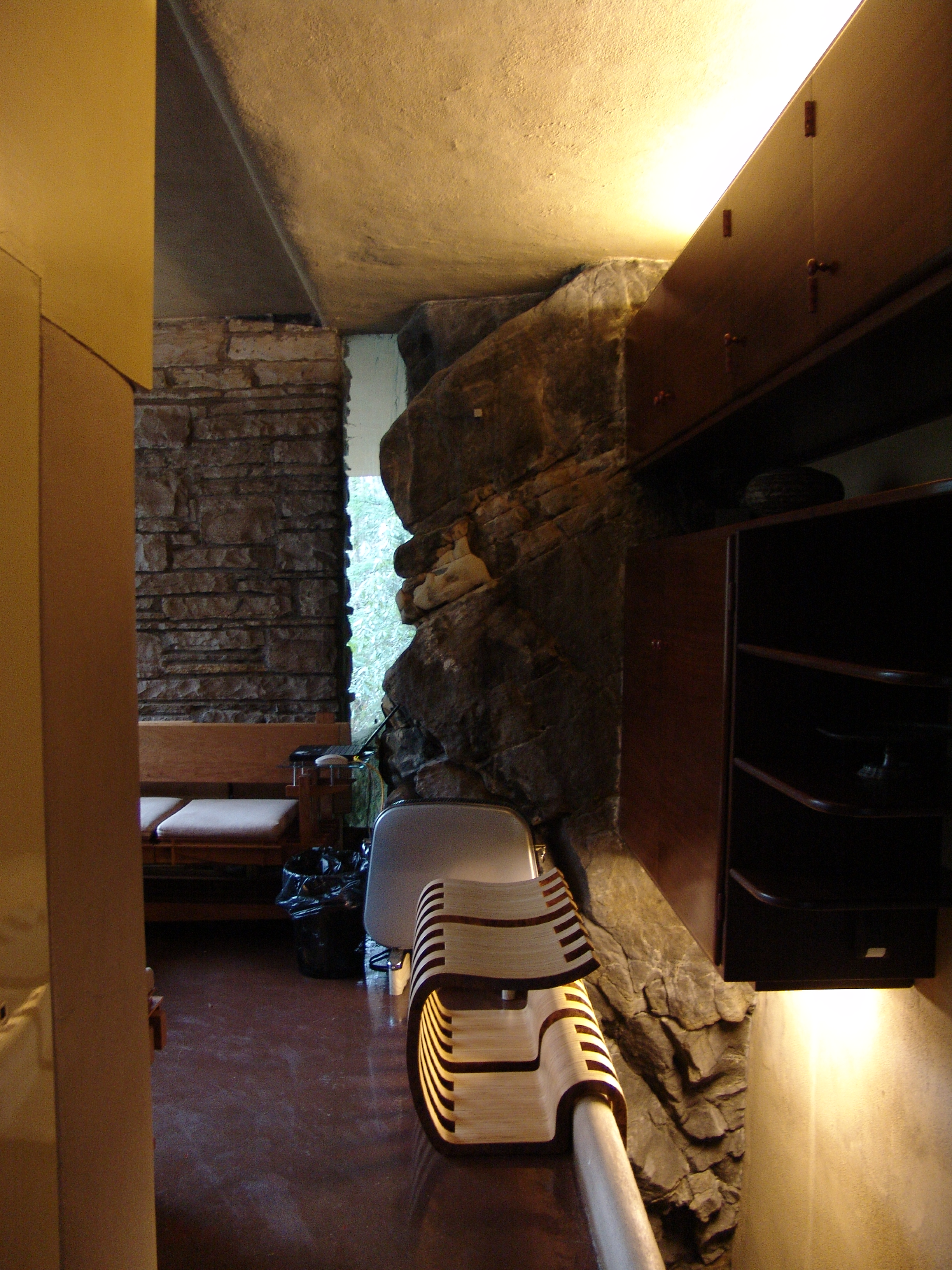
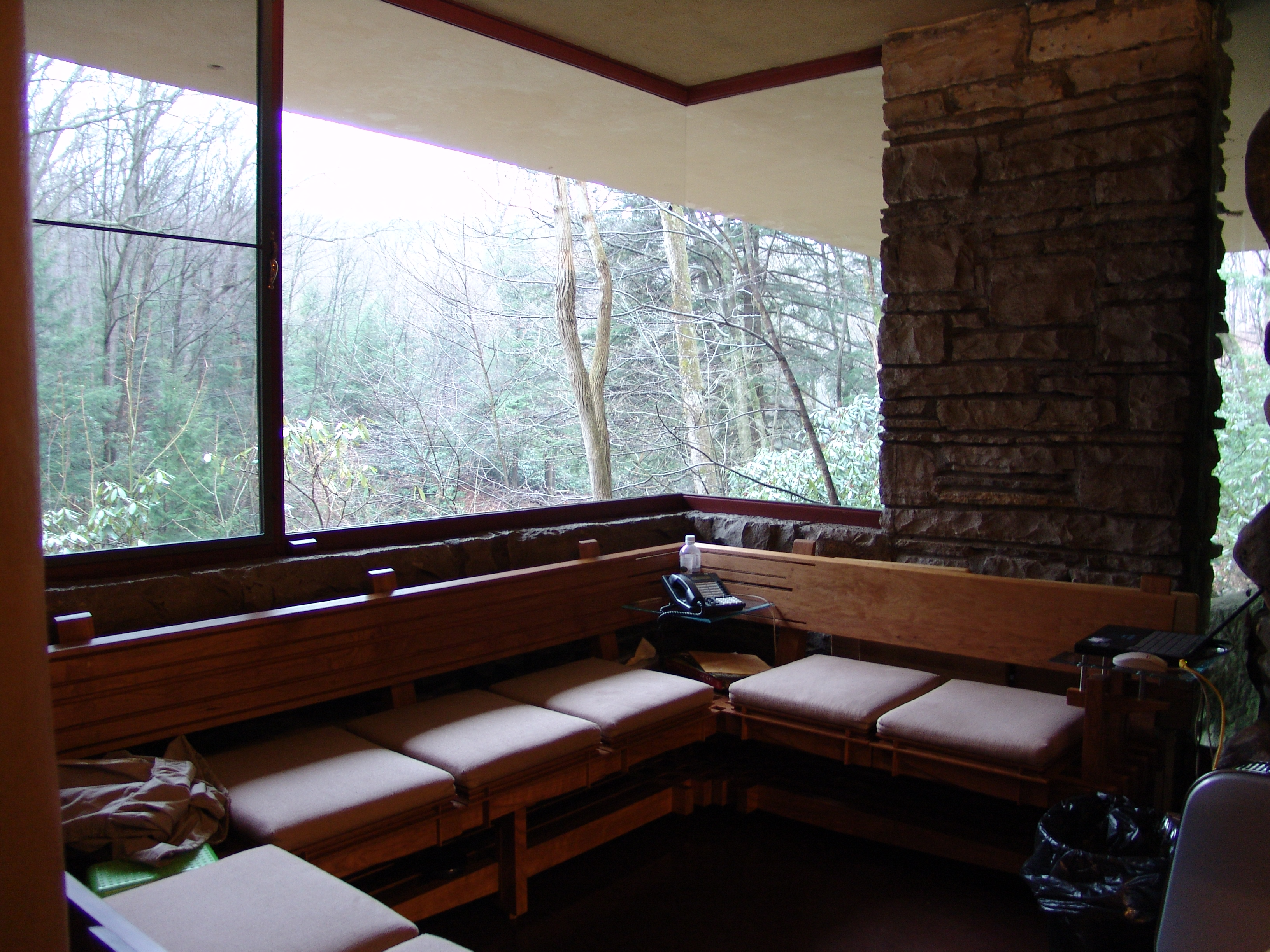
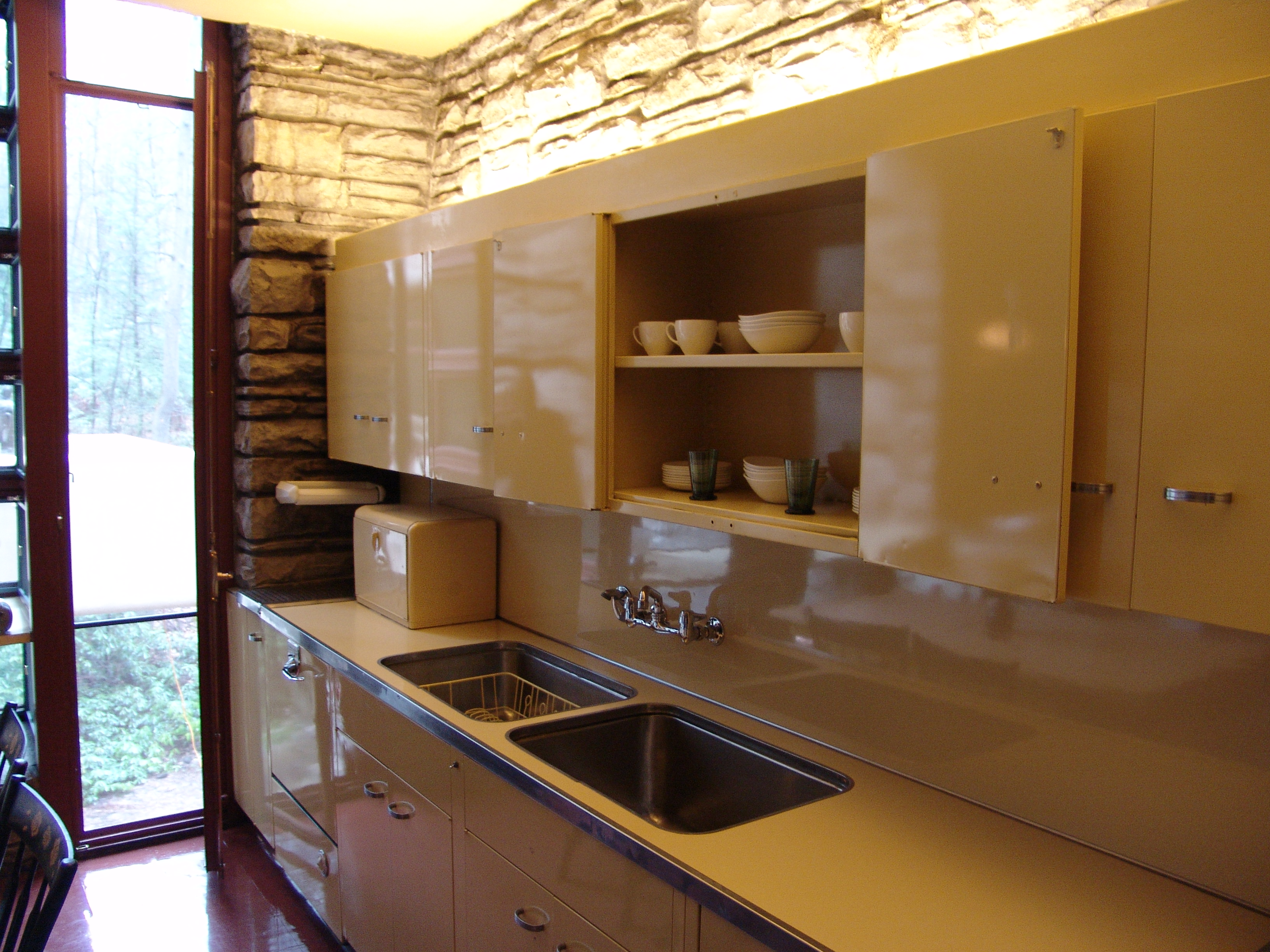